# Pinkpop 2019
Pinkpop 2019 was de vijftigste editie van het Nederlandse muziekfestival Pinkpop en de tweeëndertigste editie in Landgraaf. Het festival vond plaats tijdens Pinksteren, op 8, 9 en 10 juni 2019.

## Pinksteren
De naam Pinkpop is afgeleid van de namen Pinksteren en Popmuziek. Alle edities tot en met 2007 vonden ook plaats tijdens Pinksteren, maar er werd daarna van afgeweken in  2008, 2010, 2013, 2015, 2016 en 2018.

## Perspresentatie
De bekendmaking van het complete programma vond plaats tijdens de traditionele perspresentatie in poptempel Paradiso te Amsterdam op woensdag 13 maart 2019. De kaartverkoop startte op zaterdag 16 maart 2019.

## Schema
De headliners van de verschillende dagen zijn vetgedrukt. Achter iedere naam staat tussen haakjes vermeld voor de hoeveelste keer de artiest of band optrad op het festival.

### Zaterdag 8 juni
| Tijd          | Mainstage          | IBA Parkstad Stage    | Brightlands Stage                 | Stage 4                               | Garden Of Love             |
| ------------- | ------------------ | --------------------- | --------------------------------- | ------------------------------------- | -------------------------- |
| 13:30 - 14:15 |                    | SYML (1)              | Mt. Atlas (1)                     |                                       |                            |
| 14:15 - 15:00 | Bazart (2)         |                       |                                   | Grace Carter (1)                      |                            |
| 15:00 - 16:00 |                    | Golden Earring (4)    | Yungblud (1)                      |                                       |                            |
| 16:00 - 17:00 | George Ezra (2)    |                       |                                   | Badflower (1)                         |                            |
| 17:00 - 18:00 |                    | Cage the Elephant (2) | Davina Michelle (1) 17:05 - 17:50 |                                       | Soham De (1) 17:00 - 17:30 |
| 18:00 - 19:00 | Anouk (7)          |                       |                                   | Hippo Campus (1)                      |                            |
| 19:00 - 20:00 |                    | Jacob Banks (1)       | Halestorm (2)                     |                                       | Soham De (1) 19:00 - 19:30 |
| 20:00 - 21:15 | Jamiroquai (1)     |                       |                                   | Jacin Trill & Leafs (1) 20:10 - 21:10 |                            |
| 21:15 - 22:15 |                    | Elbow (4)             | San Holo (1)                      |                                       |                            |
| 22:30 - 0:00  | Mumford & Sons (2) |                       |                                   |                                       |                            |

### Zondag 9 juni
| Tijd          | Mainstage            | IBA Parkstad Stage | Brightlands Stage   | Stage 4                | Garden Of Love               |
| ------------- | -------------------- | ------------------ | ------------------- | ---------------------- | ---------------------------- |
| 13:00 - 13:45 | Kraantje Pappie (2)  |                    |                     | Au/Ra (1)              |                              |
| 13:45 - 14:45 |                      | White Lies (5)     | Blood Red Shoes (3) |                        |                              |
| 14:45 - 15:45 | The Kooks (4)        |                    |                     | Confidence Man (1)     |                              |
| 15:45 - 16:45 |                      | Rowwen Hèze (5)    | Jack Savoretti (2)  |                        | Nana Adjoa (1) 16:00 - 16:30 |
| 16:45 - 17:45 | Krezip (6)           |                    |                     | Barns Courtney (1)     |                              |
| 17:45 - 18:45 |                      | J Balvin (1)       | Miles Kane (2)      |                        | Nana Adjoa (1) 18:00 - 18:30 |
| 18:45 - 20:00 | Lenny Kravitz (5)    |                    |                     | Boef (1) 18:50 - 19:50 |                              |
| 20:00 - 21:00 |                      | Die Antwoord (2)   | Mark Ronson (1)     |                        |                              |
| 21:15 - 23:30 | The Cure (3)         |                    |                     |                        |                              |
| 0:00 - 1:30   | Armin van Buuren (1) |                    |                     |                        |                              |

### Maandag 10 juni
| Tijd          | Mainstage                                      | IBA Parkstad Stage       | Brightlands Stage    | Stage 4              | Garden Of Love                 |
| ------------- | ---------------------------------------------- | ------------------------ | -------------------- | -------------------- | ------------------------------ |
| 12:45 - 13:30 |                                                | The BossHoss (2)         | Indian Askin (1)     |                      |                                |
| 13:30 - 14:20 | Jett Rebel (2)                                 |                          |                      | Coldrain (1)         |                                |
| 14:20 - 15:20 |                                                | Bring Me the Horizon (2) | Kovacs (2)           |                      |                                |
| 15:20 - 16:20 | The 1975 (1)                                   |                          |                      | Coely (1)            |                                |
| 16:20 - 17:20 |                                                | Tenacious D (1)          | The Pretenders (2)   |                      | David Keenan (1) 16:30 - 17:00 |
| 17:20 - 18:20 | Slash ft. Myles Kennedy & The Conspirators (3) |                          |                      | Palaye Royale (1)    |                                |
| 18:20 - 19:20 |                                                | Dropkick Murphys (2)     | Duncan Laurence (1)  |                      | David Keenan (1) 18:30 - 19:00 |
| 19:20 - 20:20 | Bastille (4)                                   |                          |                      | Marcus King Band (1) |                                |
| 20:20 - 21:20 |                                                | Major Lazer (2)          | Michael Kiwanuka (1) |                      |                                |
| 21:30 - 23:45 | Fleetwood Mac (2)                              |                          |                      |                      |                                |